# イブリース
イブリース（アラビア語: إبليس, ラテン文字転写: Iblīs）は、イスラム教における悪魔たちの統率者・王（魔王）の呼び名・固有名詞。

## 概要
イブリース（アラビア語: إبليس, ラテン文字転写: Iblīs）は、悪魔であるシャイターン(アラビア語：شيطان, shayṭān ないしは shaiṭān、複数形：شياطين, shayāṭīn, シャヤーティーン)の上に立つ統率者の呼び名で、由来についてはギリシア語のディアボロスが輸入され短縮されたものだとの学説などが存在する。
イブリースはユダヤ教やキリスト教で「悪魔」を意味するサタン（ヘブライ語: שטן）に対応する存在であるシャイターンらを束ねていることから、通常の悪魔たちと区別し定冠詞を付したアッ＝シャイターン（アラビア語: الشيطان, al-Shayṭān ないしは al-Shaiṭān、「the Devil」の意）との別名を持つ。
イスラム教においてイブリースは堕天使とは扱われておらず、精霊的存在ジンが神に背き悪魔らの統率者に変わったと考えられている。
クルアーンによると、アッラーフ（神）が土からアーダム（アダム）を創り天使たちに彼の前にひれ伏すことを命じたが、彼は黒泥を捏ねて作った人間などにひれ伏すことはできないとしてそれに応じずにアッラーフを怒らせた。アッラーフは彼を罰しようとしたが、イブリースはアッラーフに猶予を請うた。
それが聞き入れられると、いずれ最後の審判の後、地獄の業火によって焼かれるまで地上の人々を惑わせてやろう、と誓った。
イスラム教の中にはキリスト教の「サタン擁護論」と同様に「イブリース擁護論」がある。
イスラム神秘主義者の中に「イブリースがアーダムを崇拝しなかったのは、アッラーフ以外への崇拝をしたくなかったからなのだ。」と説く者も、またいる。